# Maintalhöhenringweg
Der Maintalhöhenringweg verbindet auf einer Strecke von 160 km Aschaffenburg mit Gemünden auf drei Seiten des Mainvierecks. Die Markierung lautet „R“.

## Verlauf
Die Strecke verläuft zunächst südwärts über Sulzbach, Rück, Klingenberg, an Miltenberg vorbei, weiter nach Osten über die Ruine Collenburg, Dorfprozelten, den Weiler Hofthiergarten, die Henneburg bei Stadtprozelten, Faulbach und Hasloch nach Kreuzwertheim. Jetzt wendet sich der Weg nach Norden über Triefenstein, Marktheidenfeld, dessen Ortsteil Zimmern, Erlach, Lohr und knapp am Oberbecken des Pumpspeicherkraftwerks Langenprozelten auf der Sohlhöhe vorbei, bevor er wieder ostwärts über die Sindersbacher Mühlen und den Zollberg Langenprozelten und Gemünden erreicht. 

### Etappen
Der Wanderweg durch das Maintal wird in sieben etwa gleich lange Etappen mit einer Gehzeit zwischen drei und sieben Stunden unterteilt.
- 1. Etappe: von Aschaffenburg nach Hofstetten: Länge: 21 km
- 2. Etappe: von Hofstetten nach Großheubach: Länge: 26 km
- 3. Etappe: von Großheubach nach Dorfprozelten: Länge: 23 km
- 4. Etappe: von Dorfprozelten nach Wertheim: Länge: 22 km
- 5. Etappe: von Wertheim nach Marktheidenfeld: Länge: 16 km
- 6. Etappe: von Marktheidenfeld nach Lohr a. Main: Länge: 21 km
- 7. Etappe: von Lohr a. Main nach Gemünden: Länge: 22 km